# Aldo Tommasini
 (décembre 2019).
Si vous disposez d'ouvrages ou d'articles de référence ou si vous connaissez des sites web de qualité traitant du thème abordé ici, merci de compléter l'article en donnant les références utiles à sa vérifiabilité et en les liant à la section « Notes et références ».
Aldo Tommasini, né le 24 mars 1912 à Macerata et mort le 6 mai 1991 à Rome, est un décorateur italien.

## Carrière
Aldo Tommasini commence sa carrière de décorateur peu après la Deuxième Guerre mondiale. Il reçoit un Ruban d'argent de la meilleure direction artistique pour son chef-d'œuvre La Beauté du diable (1950), un film noir et blanc dramatique fantastique d’une durée de 96 minutes réalisé par René Clair. Dans sa brève mais intéressante biographie on trouve deux versions de Les derniers jours de Pompéi, l'une de 1950 en noir et blanc réalisée par Marcel L'Herbier et l'autre de 1959 en couleurs réalisée par Mario Bonnard et Sergio Leone.

## Filmographie
- 1946 : Il testimone, réalisé par Pietro Germi
- 1949 : Fabiola, réalisé par Alessandro Blasetti
- 1950 : La Beauté du diable, réalisé par René Clair
- 1950 : Les Derniers Jours de Pompéi, réalisé par Marcel L'Herbier et Paolo Moffa
- 1955 : Cette folle jeunesse, réalisé par Gianni Franciolini
- 1956 : Peccato di castità, réalisé par Gianni Franciolini
- 1959 : Les Derniers Jours de Pompéi, réalisé par Mario Bonnard et Sergio Leone
- 1960 : La contessa azzurra, réalisé par Claudio Gora

## Récompenses
- 1950 : Ruban d'argent du meilleur décor pour Les Derniers Jours de Pompéi, réalisé par Marcel L'Herbier